# 나가와카촌
나가와카촌(長若村)은 사이타마현 지치부군에 설치되었던 촌이다. 현재의 오가노정에 해당한다.